# Список персонажей телесериала «Клава, давай!»

Слева-направо: Лидия, Джебб, Карл, Рамона, Клава, Оуэн, Кипп и Уилл.

Ниже представлен список основных действующих лиц комедийного телесериала «Клава, давай!». Все они являются сотрудникам телевизионной компании GNB. Также в статье присутствует список второстепенных персонажей, в основном, родственников и друзей главных героев.

## Клаудия «Клава» Кейси
Клаудия «Клава» Кейси (англ. Claudia «Claude» Casey). Роль исполнила Сара Рю.
Главная героиня сериала. Ответственная и исполнительная. Её друзья — коллеги Оуэн Кронски и Рамона Платт. Начинала работу в компании в качестве сотрудника на замену. Когда её поставили временной секретаршей ведущего Уилла Баттлера, она проявила себя с лучшей стороны, и Уилл решает нанять её на постоянной основе. Раньше работала на 4-м этаже. Первое время была влюблена в харизматичного ведущего, но вскоре начала относиться к нему, как к отцу. Живёт в Нью-Йорке одна после того, как переехала из провинциального городка. У неё есть брат Бобби Кейси, с которым у Лидии был короткий роман.
Встречается с Чарли Воберником, которого все зовут «Чарли-из-транспортного», так как он работает в транспортном отделе компании. Вскоре рассталась с юношей, затем новь сошлась с ним, когда он вернулся из корабельного круиза, где выступал со своей группой. Но позже они вновь расстались, и некоторое время спустя у Клавы начинается роман с работником столовой и другом Оуэна, Карлом Монари.
Вернувшись из отпуска узнаёт, что Уилл Баттлер уволился из GNB. Тогда Лидия, вышедшая замуж за Джеба и ставшая его продюсером, нанимает Клаудию в качестве ассистента.

## Рамона Платт
Рамона Платт (англ. Ramona Platt). Роль исполнила Шерри Шеферд.
Бухгалтер компании, работает на 4-м этаже вместе с Оуэном, лучшая подруга Клавы. Женщина с пышными формами, уверенная в себе, напористая. Образ Рамоны пародирует характер типичной афро-американки. Вместе с Оуэном воюет с сотрудниками 22 этажа — Киппом Стэдманом и Лидией Уэстон, не упуская возможности подколоть друг друга.

## Лидия Уэстон
Лидия Уэстон (англ. Lydia Weston). Роль исполнила Андреа Паркер.
Капризная и высокомерная красавица, работающая на 22 этаже — в её обязанности входит проверять достоверность материала, который читает в эфире Уилл Баттлер. Лучшая подруга Киппа, обожающая скандалы — вместе с молодым человеком всячески унижает Рамону и Оуэна, считая, что иерархия компании строится на порядковом номере этажей высотного здания, где она расположена.
Встречается с ведущим Джебом Дэнтоном. В конце третьего сезона, они наконец поженились, хотя до этого расставались из-за того, что не могли составить брачный контракт, который удовлетворил требования обеих сторон. В отличие от своего друга Киппа, ей не нужна карьера — она всегда хотела найти богатого и успешного мужчину, за которого выйдет замуж, и ей не придётся работать, а лишь останется тратить его деньги.

## Кипп Стэдман
Кипп Стэдман (англ. Kipp Steadman). Роль исполнил Захари Леви.
Кипп — надменный секретарь Джеба Дэнтона. Джеб не может запомнить его имя и называет просто «Секретарь». Работает за соседним от Клавы столом и считает своим долгом всячески «подкалывать» Клаву, хотя. работая с ним, девушка научилась «давать сдачи». Считает, что все его достижения строятся на том, что его мать переспала с нужными людьми, включая Уилла Баттлера. Как и Лидия мечтает о личных успехах, и в частности о потрясающей карьере ведущего. Он даже пытался записать демо-плёнку с помощью Клавы, которая считала, что добрым отношением сможет исправить Киппа. Однако Клаудия испортила кассету перед тем, как её просмотрел весь офис, чтобы избавить от насмешек Киппа, хотя тот подумал, что Клава хотела над ним зло подшутить.

## Оуэн Кронски
Оуэн Кронски (англ. Owen Kronsky). Роль исполнил Энди Дик.
Работает вместе с Рамоной на 4-м этаже, ребёнок в душе. Его зачали из пробирки, и вырастили две лесбиянки Джуди и Джудит. Тайно влюблён в Лидию. Однажды проводит потрясающий вечер во время новогоднего корпоратива, на котором целовался с Лидией. Однако согласно правилу «что было на вечеринке, то остаётся на вечеринке», на следующий день они сделали вид, что ничего не произошло. Обожает роботов и произведения Айзека Азимова.

## Карл Монари
Карл Монари (англ. Carl Monari). Роль исполнил Уилл Сассо.
Заведующий кафетерием компании. Добродушный молодой мужчина крупных размеров и лысиной на голове. Лучший друг Оуэна, будущий парень Клавы, хотя до этого они долгое время просто дружили. Сначала они решили, что будут встречаться лишь для секса и скрывали ото всех свой роман. Однако позже стало ясно, что это нечто большее, и молодые люди стали жить вместе. Ужасно боится игл и уколов, вплоть до того, что теряет сознание. С 12 лет не праздновал свой День Рождения.

## Джеб Дэнтон
Джеб Дэнтон (англ. Jeb Denton). Роль исполнил Патрик Уобертон.
Начальник Киппа, ведущий компании, а также будущий муж Лидии. Ласково, а иногда и в гневе, называет Клаудию «Рыжей» и не помнит, как зовут Киппа. называя его просто «Секретарём». Однажды Клава заметила, что они с Лидией «настолько идеально подходят друг другу, что аж страшно становится». Джеб амбициозен, властен и богат, позволяет Лидии тратить свои деньги и даже испытывает от этого удовольствие.

## Уилл Баттлер
Уилл Баттлер (англ. Will Butler). Роль исполнил Эрик Робертс.
Самовлюблённый, но харизматичный и добродушный ведущий компании GNB. Нанимает Клаву в качестве секретарши. Испытывает к девушке отцовские чувства, восхищаясь её трудолюбием и периодически давая советы. Чуть было не женился на девушке по имени Дэнни, которую Клава не переносила, так как считала её «наглой эксплуататоршей». Уилл считает позорной страницей своего прошлого тот факт, что в молодости он снимался в канадской мыльной опере «Арктические ночи».

## Второстепенные персонажи
Первым в списке идёт имя актёра, а затем — персонажа:
- Джош Браатен — Чарли Воберник, парень Клавы из транспортного отдела
- Джон Эрик Бэнтли — Ассистент директора, ставший директором
- Джордж Вайнер — Алан Тёрнбак, глава GNB
- Майкл Ботман — Тэд Эллиот, директор, нанявший Клаву
- Николь Салливан — Дэйдра Бишоп, возлюбленная Оуэна
- Мартин Мулл — Мистер Бадди Кейси, отец Клавы
- Синди Уилльямс — Миссис Джоан Кейси, мать Клавы
- Ричард Ракколо — Бобби Кейси, брат Клавы, с которым встречалась Лидия
- Памела Андерсон — Вики Дэворски, соперница Рамоны, которая отбила у неё парня
- Лесли Энн Уоррен — Дайан Стэдман, мама Киппа
- Джеймс Белуши — Эдди Смеркоф, продавец гамбургеров, соперник Карла.
- Тори Спеллинг — Роксана Фидлер, подружка Клавы, которая стала личным ассистентом Уилла.
- Вилльям Регсдейл — Митч Калгроув, молодой продюсер GNB, с которым встречалась Клава
- Френч Стюарт — Джим Шмидтлайн, сотрудник GNB, любовник Рамоны
- Лиана-Мария Рива — Вивиан, подружка Карла, которая терпеть не могла Клаву
- Валери Харпер — Джудит, мама Оуэна
- Джоанна Кернс — Джуди, вторая мама Оуэна
- Майкл Ангарано — Джордж Дентон, сын Джеба от первого брака